# Audrey Christie
Audrey Christie (Chicago, 27 giugno 1912 – West Hollywood, 19 dicembre 1989) è stata un'attrice statunitense.

## Biografia
Cantante e ballerina, apparve in film quali Prigioniera di un segreto (1942), L'ultima minaccia (1952), Carousel (1956), Splendore nell'erba (1961), Voglio essere amata in un letto d'ottone (1964), Frankie e Johnny (1966), La donna del West (1967) e Mame (1974).
Morì di enfisema il 19 dicembre 1989 nella sua casa di West Hollywood, in California, all'età di 77 anni.

## Filmografia

### Cinema
- Prigioniera di un segreto (Keeper of the Flame), regia di George Cukor (1943)
- L'ultima minaccia (Deadline USA), regia di Richard Brooks (1952)
- Carousel, regia di Henry King (1956)
- Splendore nell'erba (Splendor in the Grass), regia di Elia Kazan (1961)
- Voglio essere amata in un letto d'ottone (The Unsinkable Molly Brown), regia di Charles Walters (1964)
- Harlow, regia di Alex Segal (1965)
- Frankie e Johnny (Frankie and Johnny), regia di Frederick de Cordova (1966)
- La donna del West (The Ballad of Josie), regia di Andrew V. McLaglen (1967)
- Mame, regia di Gene Saks (1974)
- Harper Valley P.T.A., regia di Richard C. Bennett (1978)

### Televisione
- The Alcoa Hour – serie TV, episodio 2x23 (1957)
- The Nurses – serie TV, episodio 2x14 (1963)
- Honey West – serie TV, episodio 1x06 (1965)